# Theodorus Prins
Theodorus Prins (Bennekom, 30 maart 1821 - aldaar, 8 april 1860) was van 1851 tot 1860 burgemeester van de Nederlandse gemeente Ede.
Hij was de derde uit een geslacht van ambtelijke bestuurders in de gemeente Ede. Zijn vader Hermanus Theodorus Prins was schout en burgemeester van Ede van 1822 tot 1851 en zijn grootvader was 1812 tot 1817 maire en burgemeester van de toen zelfstandige gemeente Bennekom.
Hij werd na zijn dood in 1860 opgevolgd door jhr. Antoon Willem van Borssele.
Naast burgemeester was Prins ook dijkgraaf van Wageningen en Bennekom. Hij was niet getrouwd.